# Isla Soledad Miria
Soledad Miria (en el Idioma kuna Miria Ubigantupu o más reciente Mirya Ubgigandub) es el nombre de una pequeña isla caribeña de Panamá, que posee 1.014 habitantes, situada en las coordenadas geográficas 9°26′42″N 78°53′59″O / 9.44500, -78.89972. La isla posee sólo 700 metros de largo, pero está densamente poblada, administrativamente hace parte de la comarca indígena Kuna Yala. Aproximadamente a las 21:30 del 26 de diciembre de 2006, un incendio provocado por la explosión de una cocina de gas destruyó 39 edificios en 30 minutos .....la La isla se quedó sin agua potable. Muchos de los habitantes de la pequeña isla se hicieron a la mar en barcos de pesca para evitar quemarse.